# 杨家古城遗址
杨家古城遗址，位于中国青海省大通县城关镇李家磨村，为第七批青海省文物保护单位，公布日期为2004年5月10日，类型为古遗址。
杨家古城遗址的历史年代为唐（始建）。